# Оппин
Оппин (нем. Oppin) — деревня в Германии, в земле Саксония-Анхальт. Входит в состав города Ландсберг района Зале.
Ранее Оппин имела статус общины (коммуны). Подчинялась управлению Эстлихер Залькрайс. Население составляло 1551 человек (на 31 декабря 2006 года). Занимала площадь 15,74 км². 1 января 2010 года деревня Оппин вошла в состав города Ландсберг.